# Podolí I

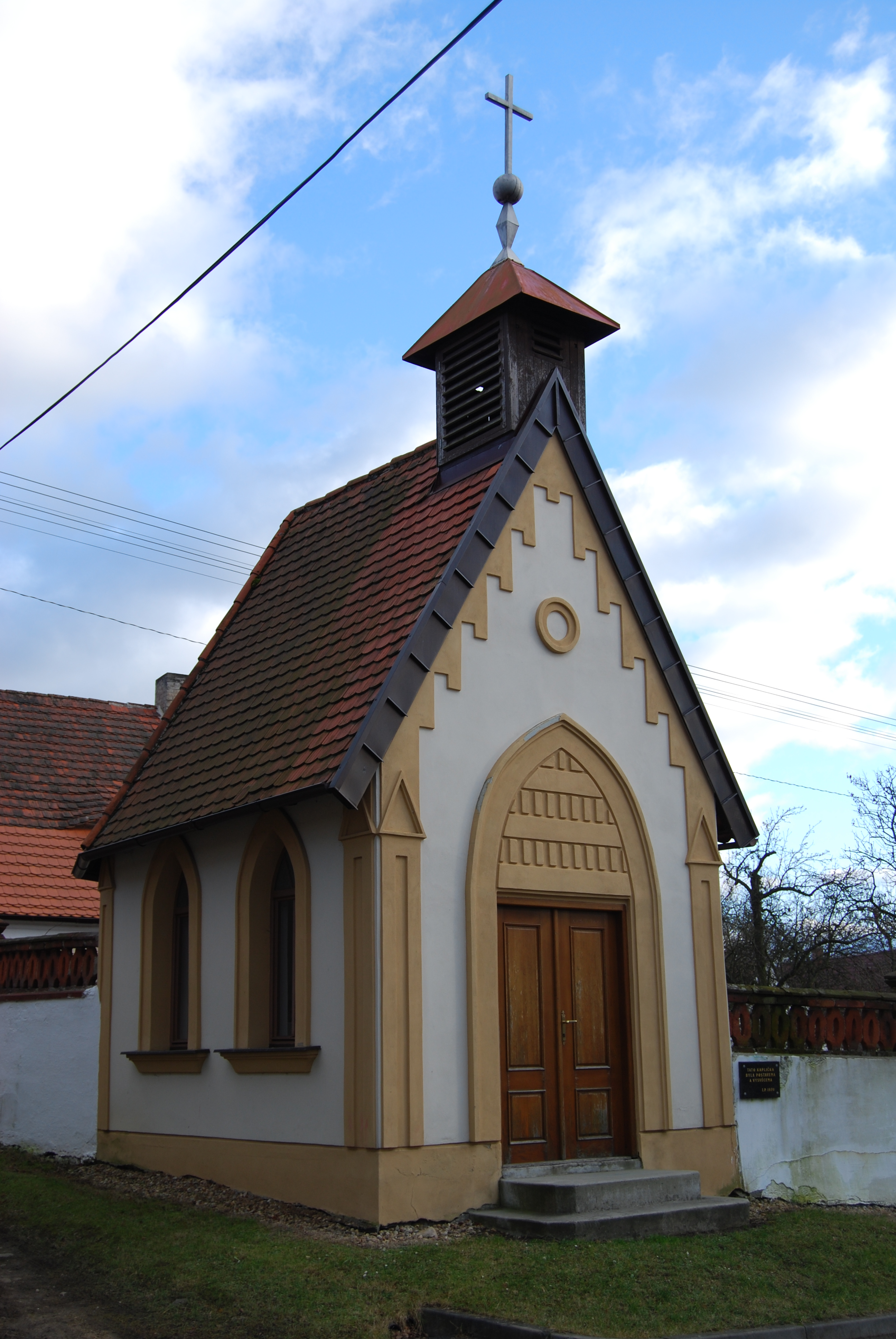
Kapelle Jungfrau Maria Königin

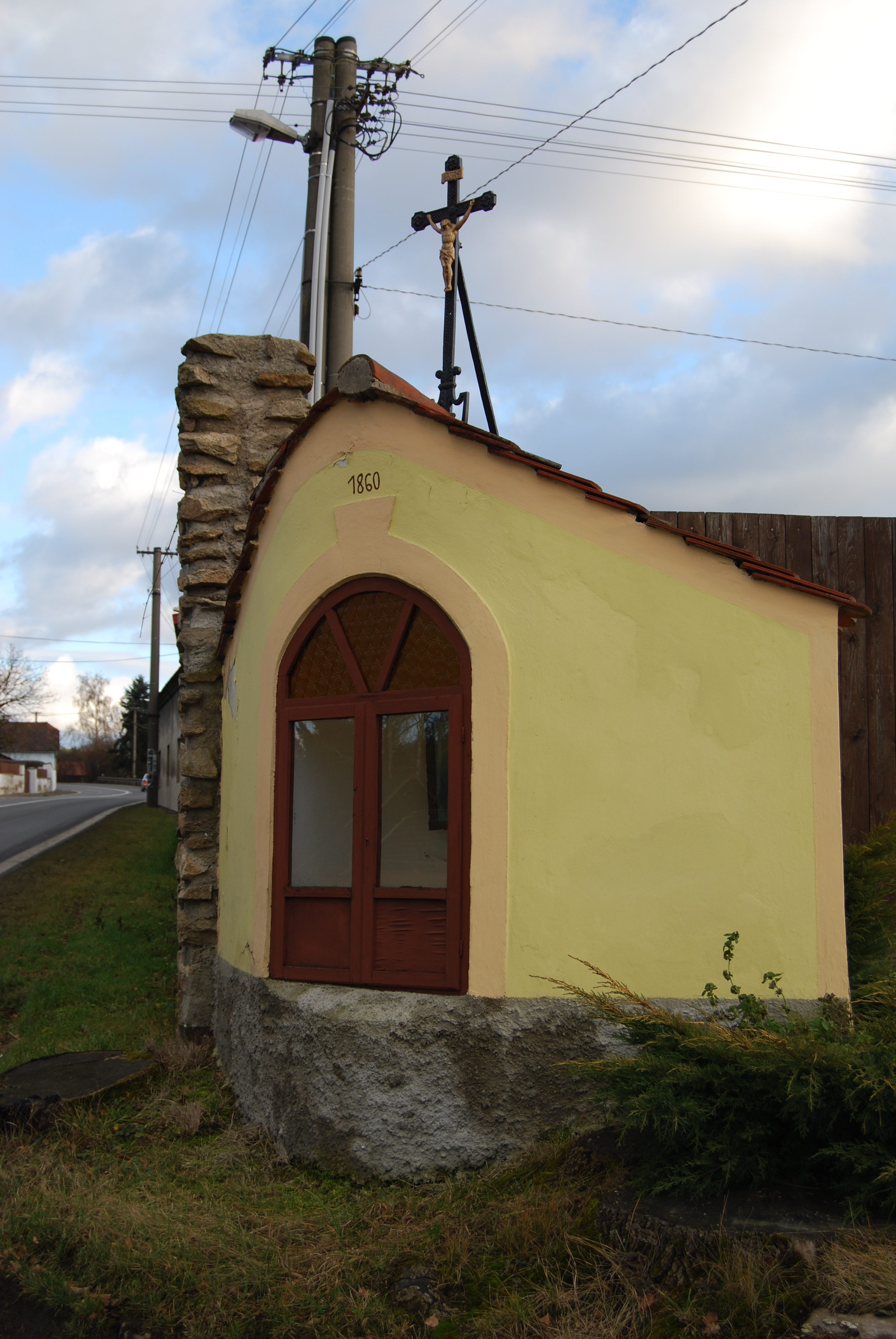
Nischenkapelle des hl. Florian

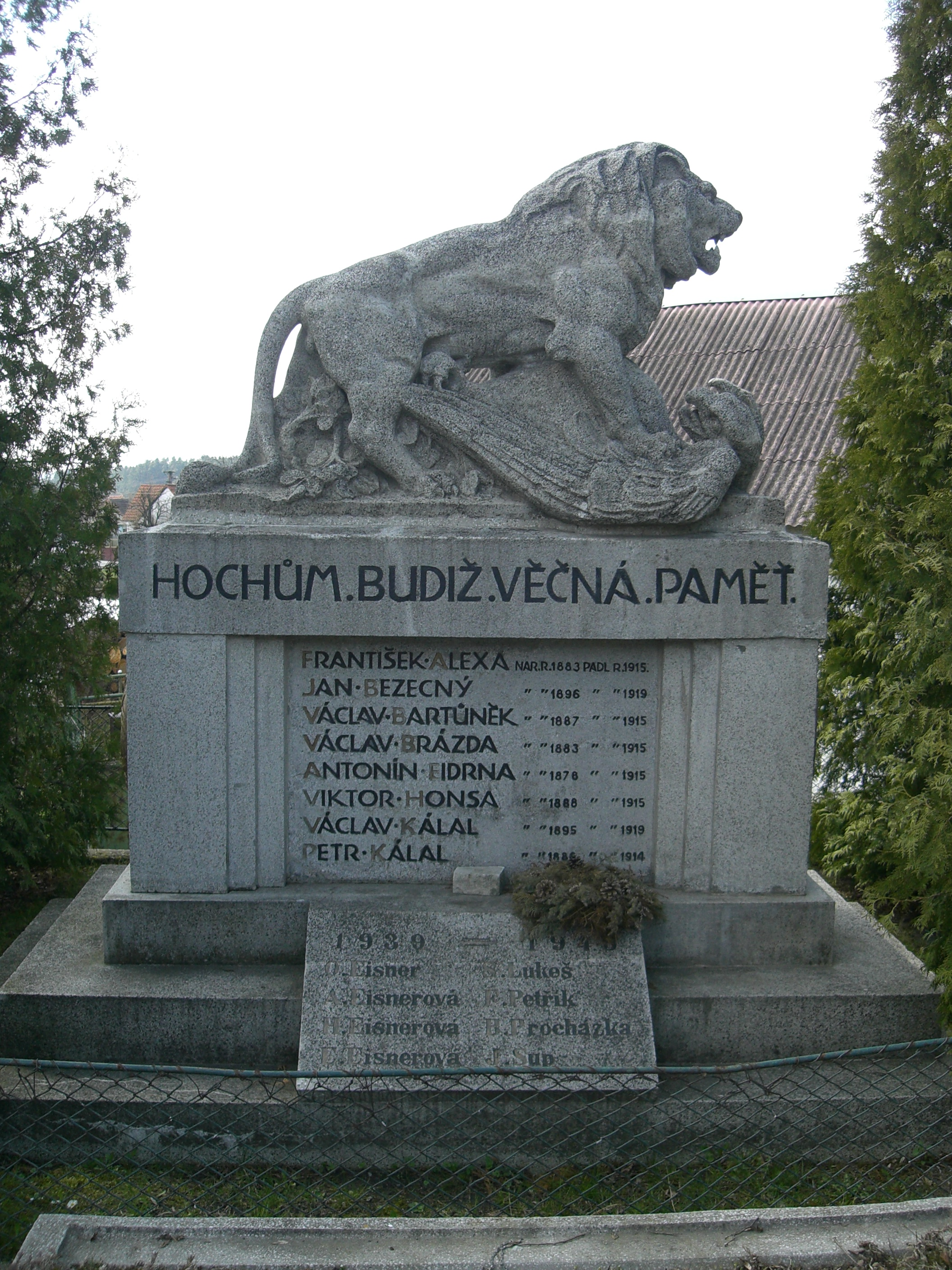
Denkmal für die Gefallenen des Ersten Weltkrieges

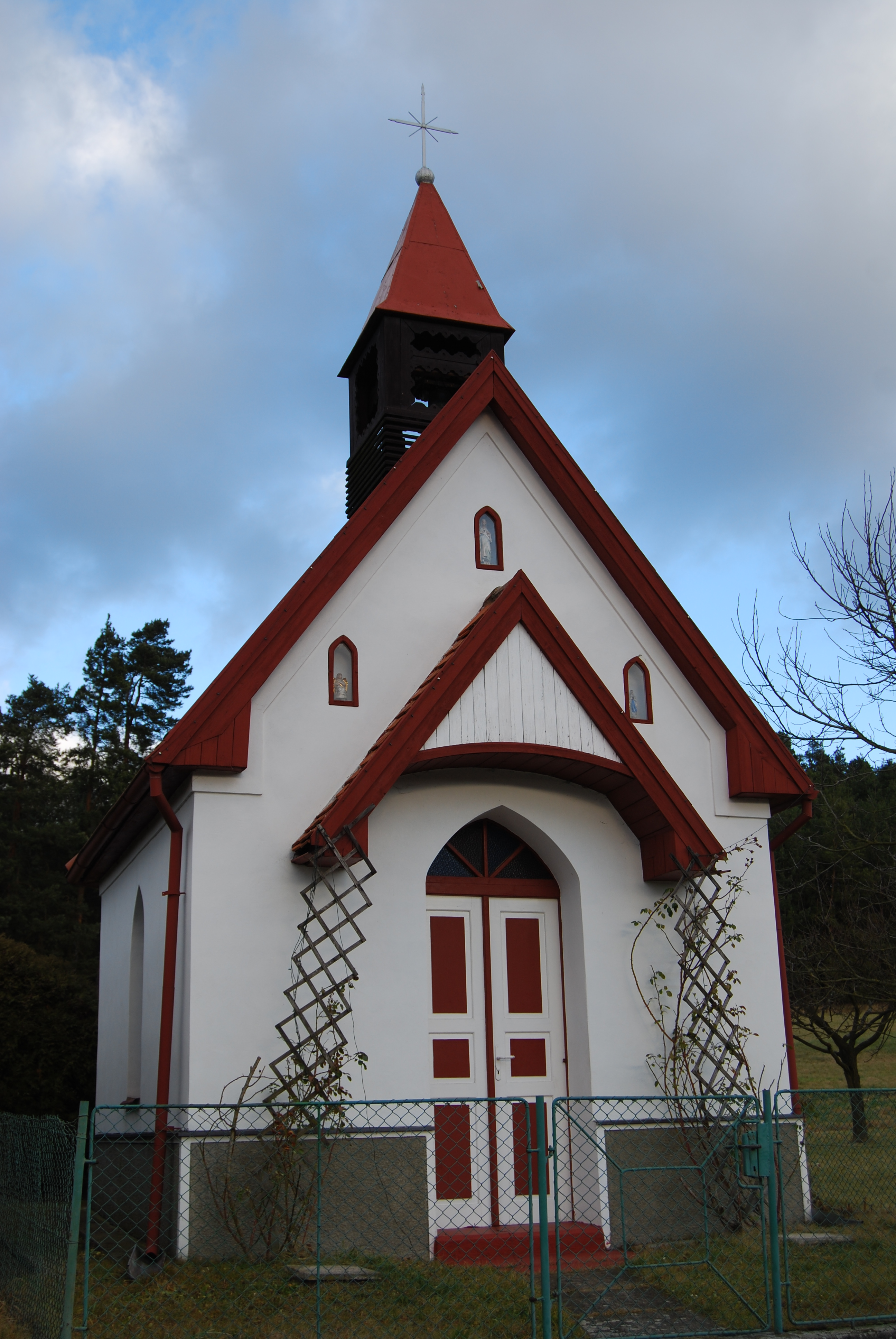
Kapelle Mariä Himmelfahrt in Dolní Rastory

Podolí I, bis 1923 Podolí (deutsch Podol I, früher Podoly) ist eine Gemeinde in Tschechien. Sie liegt 14 Kilometer nordöstlich von Písek in Südböhmen und gehört zum Okres Písek.

## Geographie
Podolí I liegt im Süden der zum Mittelböhmischen Hügelland gehörigen Milevská pahorkatina am Oberlauf des Baches Budovický potok. Durch das Dorf führt die Staatsstraße I/29 zwischen Písek und Tábor, die westlich von Podolí I auf dem Podolský most die Orlík-Talsperre überquert. Östlich erhebt sich die Velké Mokří (519 m).
Nachbarorte sind Myslivna, Hajnice, Podolí, Jetětice, Jižiny und Stehlovice im Norden, Veselíčko, Bilina und Křenovice im Nordosten, Bojenice und Horní Rastory im Osten, Dolní Rastory und Rakov im Südosten, Olešná im Süden, Strouhy im Südwesten, Temešvár und Podolsko im Westen sowie Pazderna und Červená im Nordwesten.

## Geschichte
Die erste schriftliche Erwähnung des Dorfes erfolgte 1368 als Sitz des Vladiken Jan von Podoly, der sich auch Ješek Švenkl von Vršovice nannte. Zu seinen Besitzungen gehörte auch die Feste Rataje. Jans Söhne Oneš und Beneš von Podoly verpfändeten 1385 den Podoler Anteil von Rataje wegen einer Schuld von 2000 Schock Groschen an Johann von Rosenberg. Zwischen Podolí und Podolsko befand sich das Dorf Lhota, es erlosch während der Hussitenkriege. Nach den Kriegen besaßen die Podolský von Podoly auch das Dorf Borovany. Zwischen 1440 und 1445 erwarb Johann Bechinie von Lazan das Gut Podoly und vereinigte es mit Borovany. Bei der Erbteilung zwischen seinen drei Söhnen erhielt Burian Bechinie von Lazan 1477 die Herrschaft Bechin. Dabei wurden als Zubehör u. a. die wüste Feste Podoly mit einem Vorwerk, dem Dorf und einer Mühle bei Podoly, die Dörfer Rakov und Borovany, das wüste Dorf Lhota, die Hälfte des Städtchens Bernartice mit dem Kirchpatronat sowie der Vorwerkshof Rataje erwähnt. Ulrich Andreas Bechinie von Lazan verkaufte das Gut Borovany mit dem Hof, Brauerei, Mühle, Schäferei, Kalkofen, einer Hälfte von Bernartice einschließlich zwei Kretschen, dem Dorf Rakov sowie dem Vorwerkshof in Podoly 1623 für 14.000 Schock Meißnische Groschen an das Prager Jesuiten-Collegium zu St. Clemens. Nachdem die Jesuiten 1669 auch das Gut Wopařan erworben hatten, wurden beide Güter vereinigt. Nach dem Jesuitenverbot von 1773 wurden die Güter des Clementinums von der Hofkammer zugunsten des Studienfonds eingezogen. Im Jahre 1825 erwarb Karl Fürst von Paar das Gut Wopařan und Bernarditz im Zuge einer öffentlichen Versteigerung. Im Jahre 1840 bestand Podoly aus 34 Häusern mit 279 Einwohnern. Zum Ort gehörte ein Försterhaus. Pfarr- und Schulort war Bernarditz. Bis zur Mitte des 19. Jahrhunderts blieb Podoly immer der Allodialherrschaft Wopořan und Bernaditz untertänig.
Nach der Aufhebung der Patrimonialherrschaften bildete Podolí/Podoly ab 1850 mit den Ortsteilen Chřenovice, Olešná, Podolsko und Rastory eine Gemeinde in der Bezirkshauptmannschaft und dem Gerichtsbezirk Písek. Im Jahre 1869 löste sich Chřenovice mit Rastory los und bildete eine eigene Gemeinde; 1870 wurde auch Olešná eigenständig. Zur Unterscheidung von einer gleichnamigen Gemeinde (Podolí II, zur Gemeinde Předotice zugehörig) führt der Ort seit 1924 den amtlichen Namen Podolí I. Zwischen 1939 und 1943 entstand die Stahlbetonbrücke Podolský most über das Moldautal. 1949 wurde die Gemeinde dem Okres Milevsko zugeordnet; nach dessen Aufhebung kam sie Ende 1960 zum Okres Písek zurück, zugleich erfolgte die Eingemeindung von Křenovice mit Rastory. Ende September 1963 wurden durch die Flutung des Moldautals mit der Orlík-Talsperre einige kleine Siedlungen überflutet. In Podolsko entstand später ein Erholungszentrum am Stausee. Nach einem Referendum löste sich Křenovice zum 24. November 1990 wieder los und bildete eine eigene Gemeinde.

## Gemeindegliederung
Die Gemeinde Podolí I besteht aus den Ortsteilen Podolí I (Podol I), Podolsko und Rastory (Rastar), sowie den Ansiedlungen Dolní Rastory (Unter Rastar), Horní Rastory (Ober Rastar) und Myslivna.

## Sehenswürdigkeiten

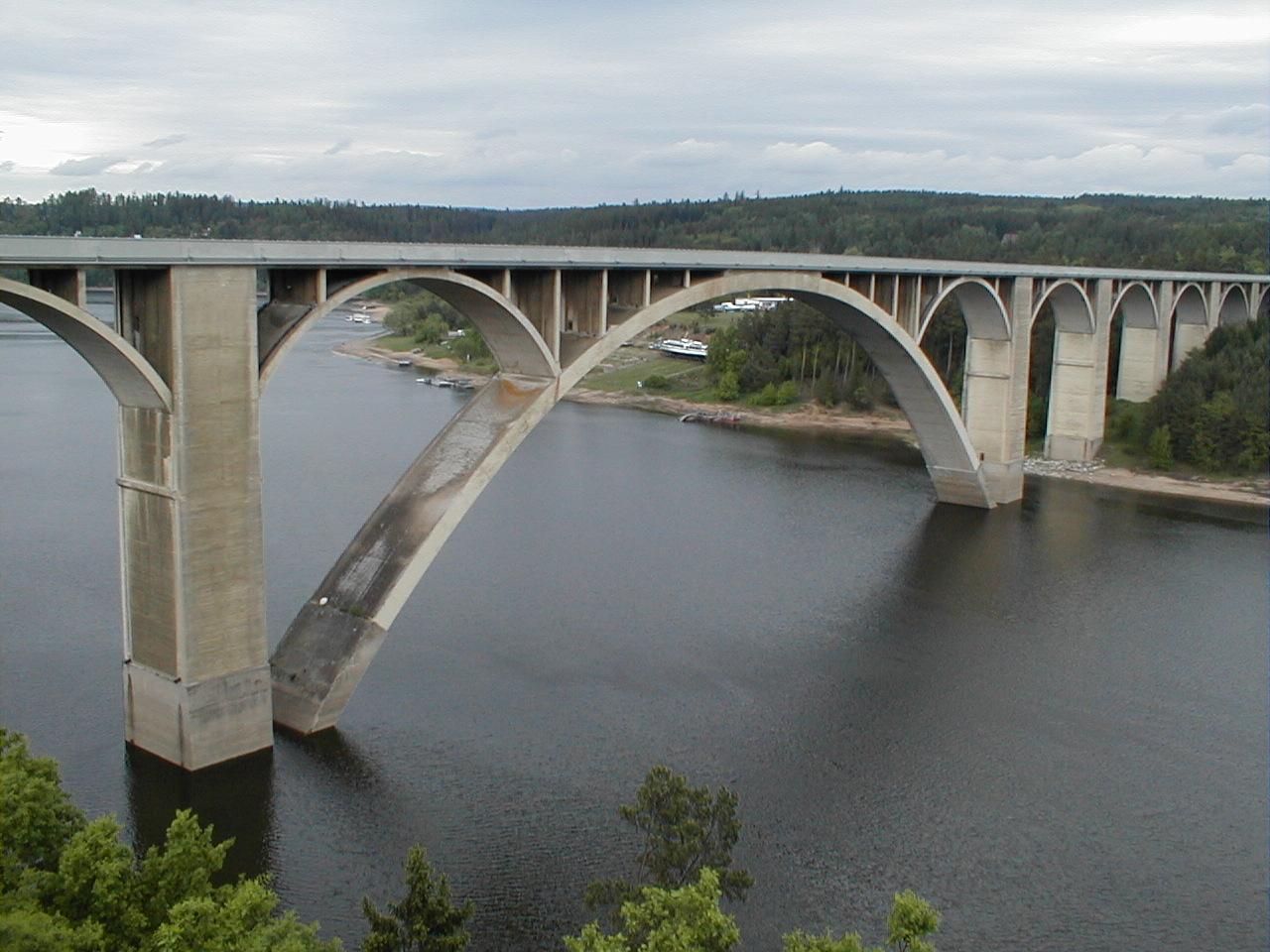
Straßenbrücke Podolský most

- Kapelle Jungfrau Maria Königin, geweiht 1970
- Nischenkapelle des hl. Florian, errichtet 1860
- Kapelle Mariä Himmelfahrt in Dolní Rastory
- Straßenbrücke Podolský most, die 510 m lange Bogenbrücke aus Stahlbeton entstand in den Jahren 1939 bis 1943, der Entwurf wurde 1937 in Paris zur schönsten Brücke Europas gekürt.